# Kids (House M. D.)
Kids (titulado Chicos en Argentina, Chicas en España y Niñas maduras en otras regiones de habla hispana) es el decimonoveno episodio de la primera temporada de la serie estadounidense House M. D.. Fue estrenado el 3 de mayo de 2005 en Estados Unidos. y emitido el 4 de abril de 2006 en España.
Una niña de 12 años que practica saltos ornamentales, llega a la consulta para hacerse unas pruebas sobre la meningitis bacteriana a causa de una posible epidemia. Cuando se encuentra en el hospital, sufre diversos síntomas que no coinciden con la meningitis. El caso pone en evidencia la situación de los "niños" deportistas actuando en un mundo de adultos. House le pide a Cameron que vuelva y ella le pone como condición salir a cenar juntos; House acepta.

## Caso principal
Durante el campeonato nacional de natación y saltos ornamentales, la niña de doce años Mary Carroll [Coral Ayoroa]se prepara para saltar. Cuando ya está en el trampolín empieza a ver borroso, se acerca nerviosa al borde y se tira. Al volver a la superficie ve a un gentío que está alrededor de un hombre que ha sufrido un colapso cerca de la piscina y sangra por una oreja. 
Cuando House llega al hospital encuentra a cientos de personas en la recepción. Cuddy le informa de que un hombre que sufrió un colapso durante el campeonato de natación tiene meningitis bacteriana. Las 2.500 personas que han estado expuestas a la enfermedad están siendo enviadas a hospitales de la región. Todo el equipo del doctor House empieza a examinar a los pacientes para descartarlos o dejarlos ingresados en la clínica. 

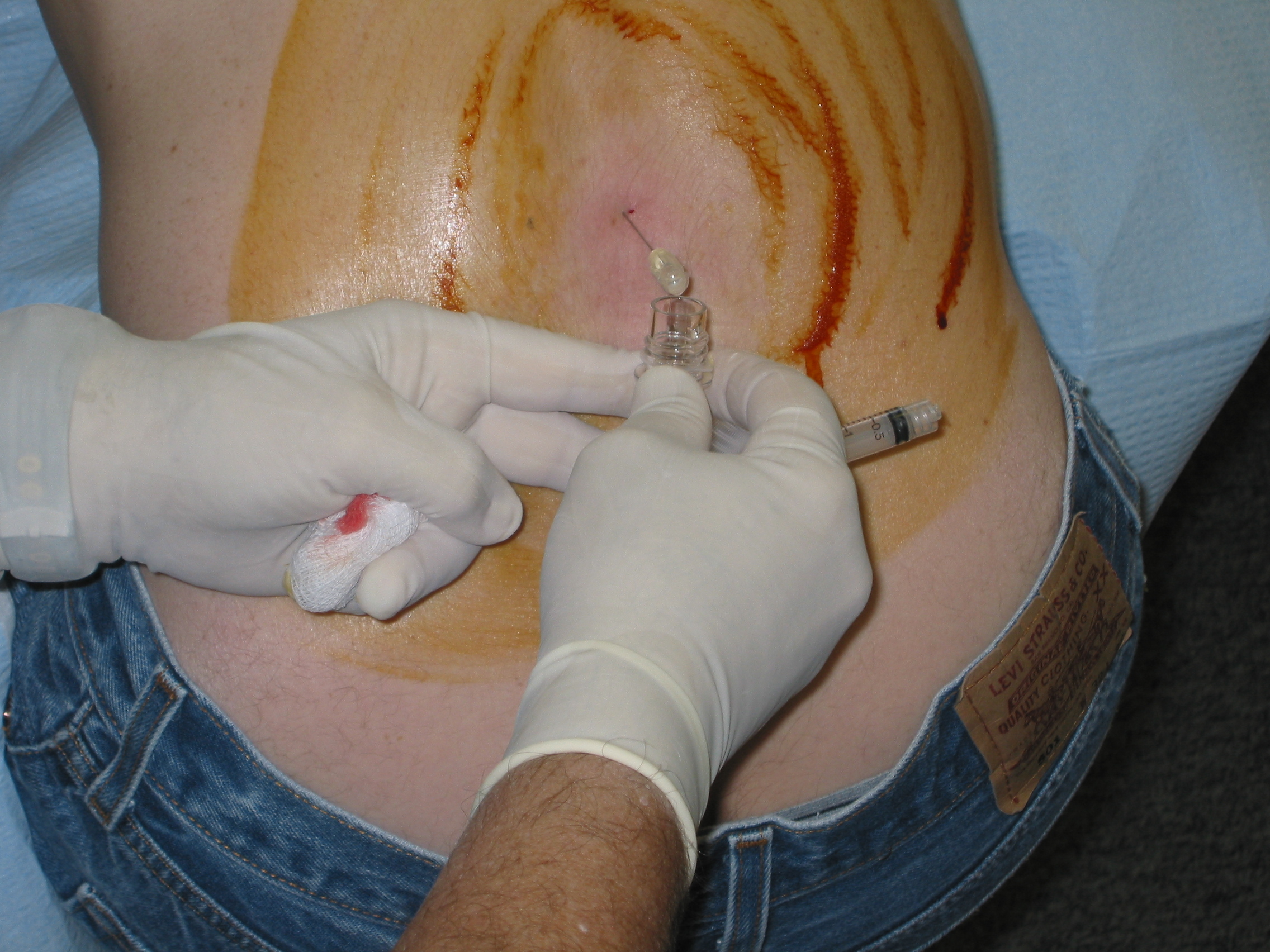
Punción lumbar (PL) para diagnosticar la meningitis bateriana. El Hospital Escuela debe atender a cientos de personas expuestas durante un torneo de natación y saltos ornamentales.

Entonces, House se encuentra con Mary. Tiene fiebre, dolor de cuello y una erupción, tres síntomas de la enfermedad, y además le duele la cabeza pero solo cuando la mueve de lado a lado, no cuando lo hace de arriba abajo. La meningitis produce pus en el canal espinal que causa dolores precisamente cuando se mueve la cabeza de arriba abajo. House convoca a su equipo para discutir este caso. El sarpullido de la niña empezó una semana antes así que si hubiera tenido meningitis probablemente estaría ya muerta. House manda que le hagan una punción lumbar y Chase busca todas las posibles causas del dolor de cuello. 
Foreman no encuentra cama para hacerle la punción porque el hospital está colapsado, así que se la hace en el pasillo. El resultado de las pruebas da negativo en meningitis y cuando van a enviar a Mary a casa se dan cuenta de que sangra por la boca. Le insertan un endoscopio en la garganta para localizar la procedencia de la sangre. Después, los miembros del equipo hablan de la enfermedad que puede estar aquejando a Mary, que según Chase podría ser cáncer de huesos lo que explicaría síntomas similares a los de la meningitis. 
Foreman sigue buscando un lugar aislado para hacerle pruebas a la niña sin suerte, así que la lleva a la morgue para hacerle una aspiración de médula. Los resultados traen buenas noticias: no tiene cáncer, pero a pesar de que parece estar bien, sufre episodios de ausencia. Los médicos se encierran a discutir en el baño tratando de huir de Cuddy que les apremia para que sigan viendo pacientes. Lo que quiera que sufre la chica afecta a su cerebro porque sus ausencias se han repetido cinco veces en la última hora. Además, no le pueden hacer un escáner porque todo está ocupado con los enfermos de meningitis, así que deciden utilizar un antiguo método para hacer la exploración.
Los médicos descubren que Mary tiene una hemorragia en el lóbulo temporal y es necesario encontrar rápidamente un quirófano y un neurocirujano. Los padres de la niña llegan al hospital después de la operación, que ha salido bien. 
En el despacho de House, el equipo sigue dándole vueltas a los síntomas de la niña y hacen una lista con todo lo que saben de ella: que tiene doce años, viaja mucho y no tiene miedo a las alturas. Van a la habitación donde se está recobrando y House trata de descubrir qué pasa a partir de los objetos de la chica, que le hacen pensar que evita el contacto con chicos. House ordena revisar nuevamente los exámenes de sangre y resulta que Mary padece púrpura trombocitopénica trombótica (PTT) una extraña enfermedad de causas poco conocida. Sin embargo Foreman señala que no existen factores predisponentes, aunque House ya lo sospechaba: Mary está embarazada.
Una ecografía confirma un embarazo de seis semanas. Por la edad de Mary se trata de una violación, pero la niña dice que sabía lo que hacía, y le pide a House que no se lo cuente a sus padres. El caso pone en evidencia la situación emocional de los "niños" deportistas que deben desenvolverse solos en un mundo de adultos. El tratamiento se realiza por medio de una plasmaféresis, para lo cual se realiza también un aborto. Finalmente House no le cuenta a los padres pero Mary si lo hace.

### Atención clínica de rutina
Debido a la necesidad del hospital de atender con todos sus recursos a cientos de personas por el brote de meningitis bacteriana en este capítulo no hay atención clínica de rutina, una actividad que House detesta porque lo aburre la ausencia de problemas médicos complejos. Sin embargo Cuddy lo obliga a atender, junto a los demás médicos, a las personas potencialmente afectadas. 

### Relaciones entre los personajes
Luego del retiro de Vogler en el capítulo anterior House le pide a la Dra. Cameron que vuelva, pero ésta considera que las razones de House no son suficientes. House y Wilson entrevistan a los candidatos para reemplazar a Cameron, pero House los rechaza a todos con razones nimias. Finalmente House vuelve al apartamento de Cameron para reiterarle su pedido y ella acepta volver, con la condición de que tenga una cita con ella. House acepta.

## Diagnóstico
Púrpura trombocitopénica trombótica (PTT) con embarazo como factor predisponente.